# Arteria maxillaris

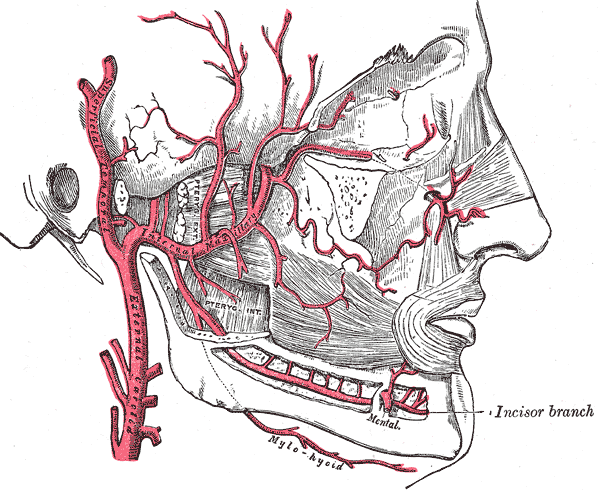
Arteria maxillaris

Die Arteria maxillaris („Oberkieferarterie“) ist die direkte Fortsetzung der äußeren Halsschlagader (Arteria carotis externa) nach dem Abgang der oberflächlichen Schläfenarterie (Arteria temporalis superficialis) im Bereich des Kopfes.
Nach einem kurzen Verlauf hinter dem Hals des Unterkieferknochens und vor dem Ligamentum sphenomandibulare, zieht die Arteria maxillaris – zunächst in die Ohrspeicheldrüse eingebettet – in die Flügel-Gaumen-Grube (Fossa pterygopalatina). Beim Menschen tritt sie dazu zwischen den beiden Köpfen des Musculus pterygoideus lateralis hindurch, bei Pferden und Hunden passiert sie den Flügelfortsatzkanal (Canalis pterygoideus) des Keilbeins. Bei Katzen bildet die Arteria maxillaris ein Wundernetz (Rete mirabile arteriae maxillaris) aus, bei Wiederkäuern speist sie das in der Schädelhöhle gelegene Wundernetz (Rete mirabile epidurale rostrale).

## Verzweigung

Schema der Abgänge der Arteria maxillaris

Die Arteria maxillaris versorgt einen großen Teil des Kopfes und bildet im Endstromgebiet Anastomosen über die Arteria infraorbitalis mit der Arteria angularis der Gesichtsarterie (Arteria facialis). Die Arteria maxillaris wird in drei Abschnitte eingeteilt. Die Abgänge variieren zwischen den Säugetieren.

## Erster Abschnitt (Pars mandibularis)
Aus dem ersten (retromandibulären) Abschnitt entspringen:
- Arteria auricularis profunda („tiefe Ohrarterie“) (Mensch)
- Arteria tympanica anterior („vordere Paukenarterie“) (Mensch, bei Pferden und Hunden als Arteria tympanica rostralis bezeichnet)
- Arteria meningea media („mittlere Hirnhautarterie“) (Mensch, Pferde und Hunde)
- Arteria alveolaris inferior („untere Zahnfacharterie“)
- Arteria meningea accessoria („zusätzliche Hirnhautarterie“)

## Zweiter Abschnitt (Pars pterygoidea)
Aus dem zweiten (intermuskulären) Abschnitt entspringen:
- Arteria masseterica: Zweig an den Musculus masseter, bei Tieren als Ramus masseterius noch aus der Arteria carotis externa abgehend
- Rami pterygoidei: Zweige an Musculus pterygoideus lateralis und medialis
- Arteria temporalis profunda („tiefe Schläfenarterie“)
- Arteria buccalis („Backenarterie“)

Bei Tieren gibt die Arteria maxillaris mit der Arteria ophthalmica externa („äußere Augenarterie“) das Hauptgefäß an das Auge ab.

## Dritter Abschnitt (Pars pterygopalatina)
Aus dem dritten Abschnitt (in der Fossa pterygopalatina) entspringen:
- Arteria sphenopalatina
- Arteria palatina descendens („absteigende Gaumenarterie“)
- Arteria infraorbitalis („Unteraugenarterie“)
- Arteria alveolaris superior posterior („obere hintere Zahnfacharterie“) (Mensch)
- Arteria canalis pterygoidei: zieht mit dem Nervus canalis pterygoidei durch den Flügelfortsatzkanal